# Sphyrospermum boekei
Sphyrospermum boekei är en ljungväxtart som beskrevs av J.L. Luteyn. Sphyrospermum boekei ingår i släktet Sphyrospermum och familjen ljungväxter. Inga underarter finns listade i Catalogue of Life.